# Bond van Katholieke Journalisten van België
De Bond van Katholieke Journalisten van België, in het Frans Association des Journalistes Catholiques de Belgique, was een Belgische katholieke belangenvereniging voor journalisten.

## Historiek
De organisatie werd opgericht in 1897. De eerste voorzitter was Guillaume Verspeyen, hoofdredacteur van Le Bien Public.

## Structuur

### Bestuur
| Tijdspanne  | Voorzitter          |
| ----------- | ------------------- |
| 1897 - ?    | Guillaume Verspeyen |
|             | Jean Huyghe         |
|             | Victor Delvaux      |
|             | Jules Moulinasse    |
|             | Albert De Moor      |
| 1964 - 1967 | Louis Meerts        |
| ? - ?       | Fernand Peters      |
| ? - ?       | Paul Heyninck       |